# Deb Schulte
Deb Schulte, née en 1960, est une ingénieure et femme politique canadienne. 
Elle est députée libérale de la circonscription de King—Vaughan à la Chambre des communes du Canada de 2015 à 2021.
Elle est ministre des Aînés de 2019 à 2021 dans le cabinet de Justin Trudeau.